# Chlorosea gracearia
Chlorosea gracearia är en fjärilsart som beskrevs av Sperry 1969. Chlorosea gracearia ingår i släktet Chlorosea och familjen mätare. Inga underarter finns listade i Catalogue of Life.